# Dorfkirche Graustein

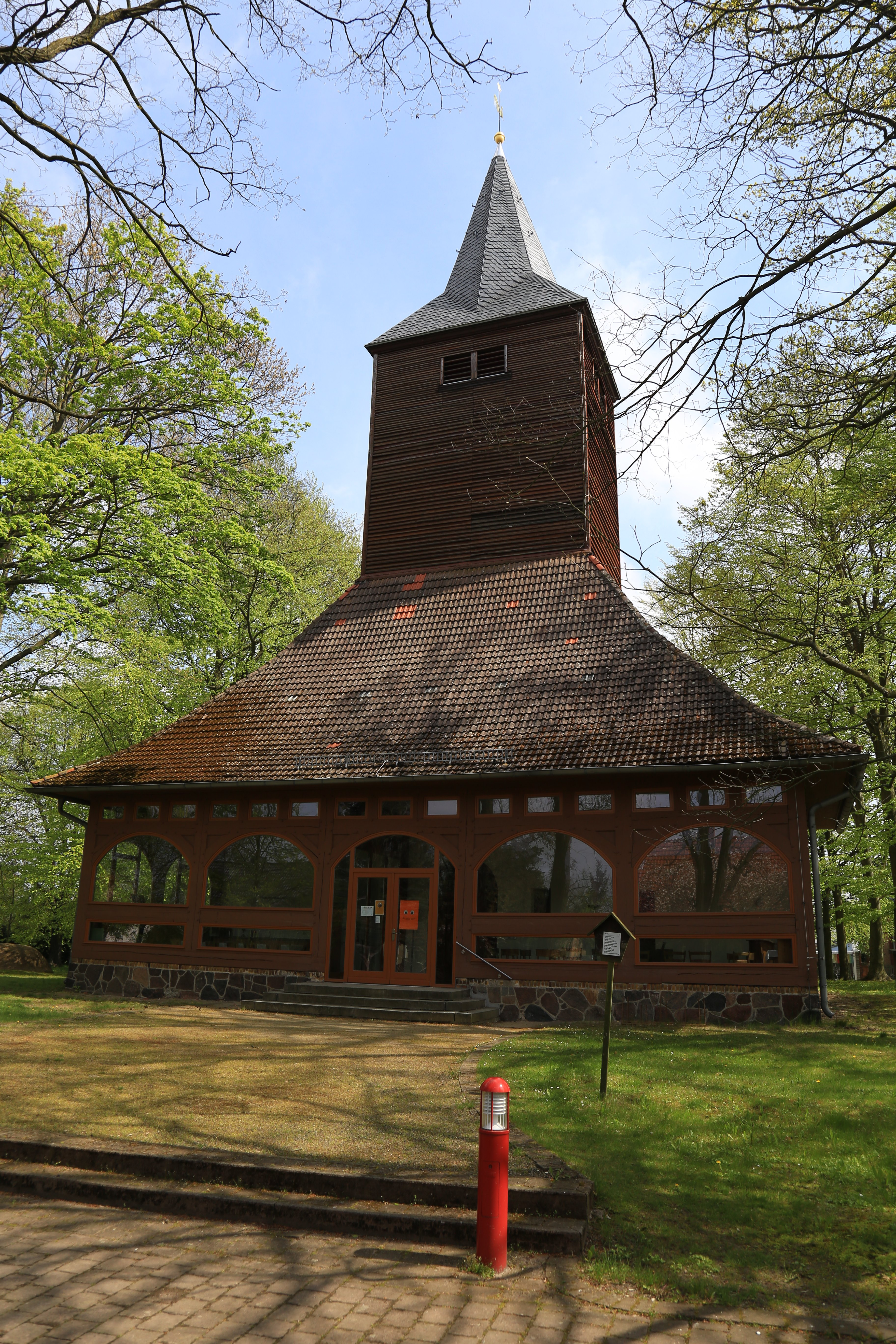
Turm der Dorfkirche Graustein (2017)

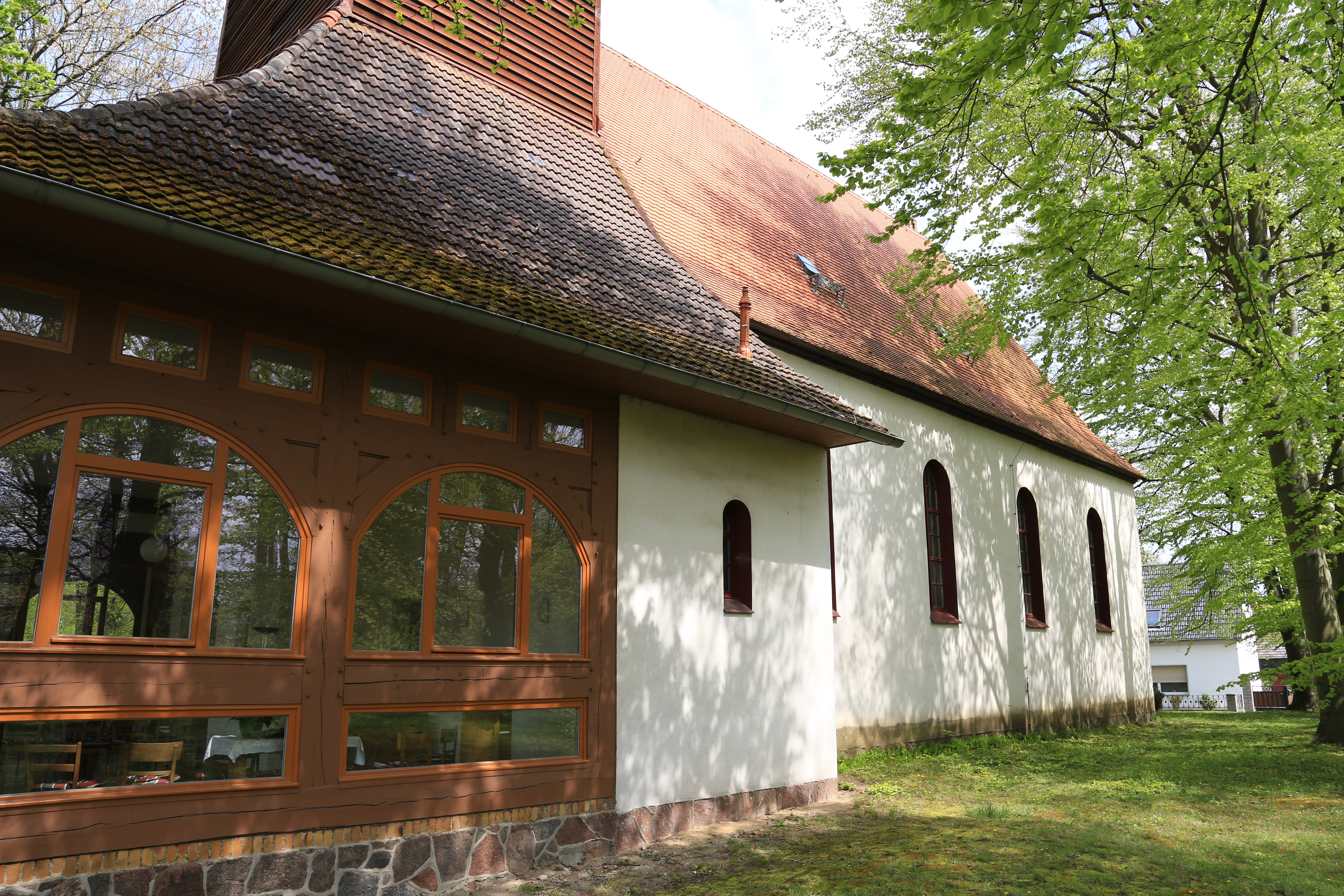
Ansicht des Kirchenschiffs (2017)

Die Dorfkirche Graustein ist das Kirchengebäude im Ortsteil Graustein der Stadt Spremberg im Landkreis Spree-Neiße in Brandenburg. Es gehört zur Gesamtkirchengemeinde Spree-Malxe-Tal im Kirchenkreis Cottbus der Evangelischen Kirche Berlin-Brandenburg-schlesische Oberlausitz. Das Gebäude ist ein eingetragenes Baudenkmal in der Denkmalliste des Landes Brandenburg.

## Architektur und Geschichte
Die heutige Dorfkirche in Graustein wurde zwischen 1913 und 1921, mit einer Unterbrechung zwischen 1914 und 1919 durch den Ersten Weltkrieg, als Ersatzneubau für eine Fachwerkkirche von 1676 errichtet. Sie ist eine rechteckige Saalkirche mit rundbogigen Fenstern und Satteldach. Im Westen hat die Kirche eine mit Arkaden geöffnete Vorhalle aus Holz auf einem Bruchsteinsockel. Auf dem abgewalmten Dach der Vorhalle steht der quadratische verbretterte Turm mit quadratischen Schallluken. Das Turmdach ist ein Knickhelm mit Schiefereindeckung, der durch eine Turmkugel mit einem Wetterhahn abgeschlossen wird. In der Kirche befindet sich die barocke Hufeisenempore aus dem Vorgängerbau. 1980 wurde die Kirche renoviert, weitere Umbaumaßnahmen wurden in den Jahren 2005 und 2006 vorgenommen.

## Ausstattung
Zur Ausstattung gehört ein Schnitzaltar aus dem späten 15. Jahrhundert, die Fassung und Einteilung wurde später verändert. Im Mittelteil steht eine Kreuzigungsgruppe über einer Darstellung der Auferstehung Jesu, seitlich Heiligenfiguren. 2018 wurde der damals von Holzwürmern befallene Altar saniert. In der Turmvorhalle steht eine ursprünglich aus dem Altar stammende Mondsichelmadonna von 1430. Die heutigen Glocken wurden von der Kunst- und Glockengießerei Lauchhammer angefertigt und am 12. Februar 2016 in den Turm hochgezogen. Sie ersetzen eine Bronzeglocke der Hoyerswerdaer Gießerei Hadank und Sohn von 1849 sowie zwei 1955 gegossene Eisenglocken der Firma Schilling aus Apolda.
Die Orgel wurde 1929 von Gustav Heinze aus Sorau für die Dorfkirche Jessen gebaut. Im Jahr 1971 wurde die Orgel nach Graustein transloziert, da das Dorf Jessen für den Braunkohletagebau Welzow-Süd devastiert wurde. Das Instrument hat eine pneumatische Kegellade und zwölf Register auf zwei Manualen und dem Pedal.

## Kirchengemeinde
Die ehemalige Kirchengemeinde Graustein gehörte früher zur Superintendentur Spremberg und umfasste neben Graustein noch die Dörfer Bloischdorf, Horlitza, Reuthen und Schönheide. Laut der Statistik über die Sorben in der Lausitz des Volkskundlers Arnošt Muka hatte die Kirchengemeinde Graustein im Jahr 1880 insgesamt 1179 Einwohner, von denen 1147 Einwohner (97,3 Prozent) Sorben waren, die sorbischsprachigen Gottesdienste wurden allerdings 1878 nach dem Tod des sorbischen Pfarrers Kito Jakubaš eingestellt. In der Kirchschule wurde 1880 noch in sorbischer Sprache gelehrt.
Bis 1945 war die Kirchengemeinde als Teil der Superintendentur Spremberg der Evangelischen Landeskirche der älteren Provinzen Preußens und nach deren Zerfall der Evangelischen Kirche in Berlin-Brandenburg unterstellt. Am 1. Juli 1998 fusionierte der Kirchenkreis Spremberg mit dem Kirchenkreis Senftenberg zum neuen Kirchenkreis Senftenberg-Spremberg, der ab 2004 zur Evangelischen Kirche Berlin-Brandenburg-schlesische Oberlausitz gehörte. Zum 1. April 2019 wurde die Kirchengemeinde Graustein mit der Kirchengemeinde Groß Luja zusammengelegt. Mit dem 1. Januar 2020 wurde der Kirchenkreis Senftenberg-Spremberg aufgelöst und in den Kirchenkreis Cottbus eingegliedert.
Am 1. Januar 2024 schloss sich die Kirchengemeinde Groß Luja-Graustein mit drei weiteren Kirchengemeinden zur Gesamtkirchengemeinde Spree-Malxe-Tal zusammen.